# 威秀影城
威秀影城（英語：VIESHOW CINEMAS）為臺灣的連鎖電影院系統之一，也是台灣最大的連鎖電影院。
其前身為1998年至2004年在臺灣經營的華納威秀影城，由美國華納兄弟影業與澳洲威秀有限公司合資成立。後來因華納及威秀共同撤資，改由香港橙天嘉禾、臺灣中環等四家台港企業共同接手經營、並改為現名，雖然維持「威秀」的中文名稱，但與威秀娛樂集團已無股權關係。
目前共設有22個據點；在臺北市有5處，新北市有4處，臺中市、臺南市各有3處，桃園市、新竹市各有2處，苗栗縣、高雄市、花蓮縣各1處；共計231個影廳，含7個IMAX影廳、4個4DX影廳、4個GOLD CLASS頂級影廳、1個杜比全景聲ATMOS影廳；其中位於臺北市信義區遠百信義A13內的松仁威秀影城屬於新品牌「MUVIE CINEMAS」，更設有TITAN巨幕廳以及比GOLD CLASS更上一層樓的「MUCROWN」頂級影廳。

## 歷史沿革
- 1997年7月8日，「華納威秀電影有限公司」核准成立。
- 1998年1月24日，臺北信義華納威秀影城開業。
- 2000年，針對臺北信義華納威秀影城，禁止消費者攜帶外食的規定，行政院公平交易委員會委員會議決議，認定沒有違反《公平交易法》。
- 2001年10月24日，高雄大遠百影城開業。
- 2002年1月18日，臺中德安影城（現今大魯閣新時代威秀）及Tiger City影城於老虎城購物中心廣場舉行臺中華納威秀影城開幕典禮，同時Tiger City影城引進台灣第一座GOLD CLASS頂級影廳。
- 2002年7月5日，臺南大遠百影城正式開業。
- 2002年11月15日，新竹大遠百影城正式開業。
- 2003年11月13日，新竹風城影城（現今巨城威秀）正式開業。
- 2004年4月30日，臺北天母影城開業。[1]
- 2004年10月，華納影業及威秀集團撤出台灣市場，將華納威秀電影股權出脫給香港嘉禾集團旗下的天輝太平洋有限公司（40%）、臺灣中環公司轉投資的中贏國際投資公司（30%）、宏泰集團轉投資的寶座投資公司（25%）和大向開發事業公司（5%）。
- 2004年11月19日，臺北美麗華華納威秀影城開業，同時引進臺灣第一座IMAX影城、臺灣首間原生IMAX廳。[2]
- 2005年1月28日，行政院公平交易委員會通過華納威秀電影股東共同經營的結合案。
- 2005年2月1日，華納威秀電影與中華電信emome頻道「636影城通」合作完成行動條碼購票服務的建置，提供手機訂票服務。
- 2006年9月29日，華納威秀電影舉行更名記者會，正式改名為「威秀影城股份有限公司」，導入新的企業識別系統。
- 2006年12月，威秀影城和統一超商合作的購票畫位系統正式上線，可以在ibon購買威秀影城電影票。
- 2007年8月3日，威秀影城取得臺北西門町日新影城股權，更名為台北日新威秀影城。
- 2007年11月16日，高雄大遠百威秀耗資新臺幣2,000萬元打造Gold Class頂級影廳，為台灣第二座Gold Class頂級影廳。
- 2009年4月3日，台北日新威秀影城數位IMAX影廳開幕，耗資新臺幣6,000萬元，為臺灣第二座IMAX影城、臺灣首間標準廳改建之IMAX廳。
- 2009年12月25日，台北京站威秀影城開業。
- 2010年3月1日，台中德安威秀影城更名為台中新時代威秀影城。
- 2010年4月29日，高雄大遠百威秀影城數位IMAX影廳開幕，為臺灣第三座IMAX影城。耗資新臺幣5,000萬元。邀請高雄市市長陳菊站台。
- 2011年1月15日，高雄大遠百威秀影城100種新生活改裝開幕慶，邀請藝人王彩樺站台。
- 2011年1月22日，台中新時代威秀影城慶祝改裝開幕。邀請藝人胡婷婷站台。
- 2011年11月25日，台中Tiger City威秀影城開幕。耗資新臺幣5,000萬元，臺中市首座商用數位IMAX影廳正式啟用，為臺灣第四座IMAX影城。[3]
- 2011年12月30日，台中大遠百威秀影城開幕，數位IMAX影廳同步登場，為臺灣第五座IMAX影城。請來藝人鍾欣愉（莎莎）站台。
- 2011年12月31日至2012年1月4日，板橋大遠百威秀影城、數位IMAX影廳試營運，為臺灣第六座IMAX影城。1月5日板橋大遠百威秀影城正式開幕，邀請藝人林依晨站台。
- 2012年4月23日至2012年4月27日，Big City遠東巨城購物中心試營運。4月27日，新竹巨城威秀影城正式開幕，為全臺灣第七座IMAX影城，邀請藝人林盈臻（大元）擔任影城一日店長；4月28日開始營運。
- 2013年6月11日，台北信義威秀影城4DX影廳開幕，為臺灣第一座4DX影城、臺灣首間標準廳改建之4DX廳。邀請藝人趙又廷站台。
- 2014年1月30日，台北日新威秀影城數位IMAX影廳改裝完成，除夕夜開始正式服務。
- 2014年2月14日，新竹大遠百威秀影城重新改裝以及Gold Class頂級影廳正式開幕，為臺灣第三座Gold Class頂級影廳。耗資新臺幣1億元重新改裝，邀請藝人郭書瑤站台。
- 2014年6月24日，新竹大遠百威秀影城4DX影廳開幕，為臺灣第二座4DX影城，邀請藝人楊祐寧站台。
- 2014年7月11日，推出爆米花頂級品牌「UNICORN」法式甜點爆米花，首家旗艦店台北京站店位於臺北京站威秀影城，7月11日至7月21日為試賣期間。7月21日UNICORN正式開幕，邀請藝人安心亞站台。
- 2014年11月27日，台南大遠百威秀影城4DX影廳進行改裝工程。
- 2014年12月31日，台南大遠百威秀影城4DX影廳開幕，為臺灣第三座4DX影城。
- 2015年1月26日至1月27日，台南南紡A1館威秀影城、數位IMAX影廳及Gold Class頂級影廳試營運。1月28日正式開幕，為全臺灣第八座IMAX影城及全臺灣第四座GOLD CLASS頂級影廳，邀請藝人歐陽妮妮站台。
- 2015年2月13日，台北信義威秀影城「UNICORN」法式甜點爆米花試營運。3月12日「UNICORN」法式甜點爆米花信義威秀店正式開幕，邀請藝人Janet站台。
- 2015年6月19日，苗栗頭份尚順育樂世界威秀影城開幕。
- 2015年7月9日，新竹巨城威秀影城「UNICORN」法式甜點爆米花試營運。7月31日「UNICORN」法式甜點爆米花新竹巨城店開幕。
- 2015年12月30日，高雄大遠百威秀影城4DX影廳開幕，為臺灣第四座4DX影城。邀請藝人王大陸站台。
- 2016年7月28日，林口MITSUI OUTLET PARK威秀影城試營運，為臺灣第五座4DX影城、亦為臺灣首間原生4DX廳。
- 2016年9月19日，林口MITSUI OUTLET PARK威秀影城開幕。邀請藝人林志玲站台。
- 2016年12月31日，台中新時代威秀影城因租約到期結束營運，成為威秀影城開業來第一個結束營業的據點。
- 2018年9月21日，桃園統領威秀影城開幕。
- 2018年12月29日，花蓮新天堂樂園威秀影城開幕，為臺灣第十座IMAX影城以及首座A+廳和S劇院廳，為全台首次導入IMAX商業雷射（CoLA）放映機。
- 2019年2月23日，台南FOCUS威秀影城營運。
- 2019年12月，遠百信義A13「MUVIE CINEMAS」松仁威秀影城試營運。
- 2020年1月，遠百信義A13「MUVIE CINEMAS」松仁威秀影城開幕。
- 2020年9月8日，台北日新威秀影城因租約到期結束營運，成為威秀影城開業來第二個結束營業的據點。
- 2020年12月25日，台南南紡A2館威秀影城開幕。
- 2021年7月，中和環球威秀影城開幕。
- 2022年8月11日，台中大魯閣新時代威秀影城重新開幕，並首次導入Dolby Atmos影廳。
- 2022年12月14日，板橋大遠百威秀、高雄大遠百威秀兩間IMAX廳，換裝全台首次導入的IMAX Laser XT HFR放映機。
- 2023年9月22日，新店裕隆城威秀影城試營運IMAX廳，為臺灣第十二座IMAX影城；標準廳9月28日全面開幕。
- 2024年6月22日，網銀國際從原最大股東橙天嘉禾收購股權，股份達35.69%，成為威秀第一大股東[4]。
- 2024年8月26日，宣佈桃園桃知道威秀影城正式試營運，8/21 (三) 開放售票。[5]
- 2024年9月25日，西門威秀影城開始試營運。
- 2025年1月22日，老虎城威秀影城之Muvie Cinemas改裝完成。
- 2025年5月14日，南港Lalaport威秀影城開始營運。

## 歷屆董事長
1. 王超立（大向開發）
2. 袁建中（宏泰集團）
3. 吳明憲（中環公司）
4. 王超立（大向開發）[6]

## 營運中據點

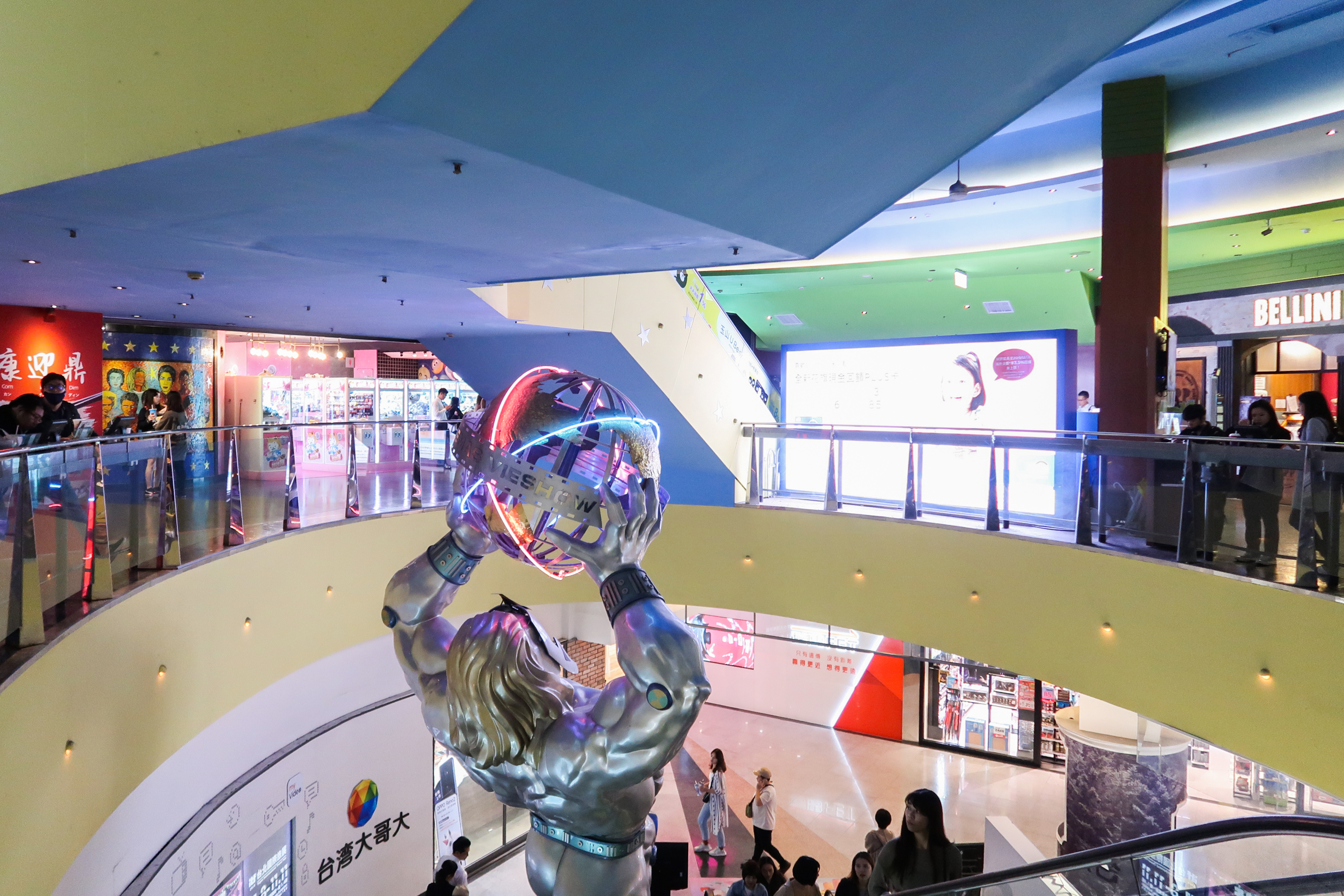
臺北信義威秀影城

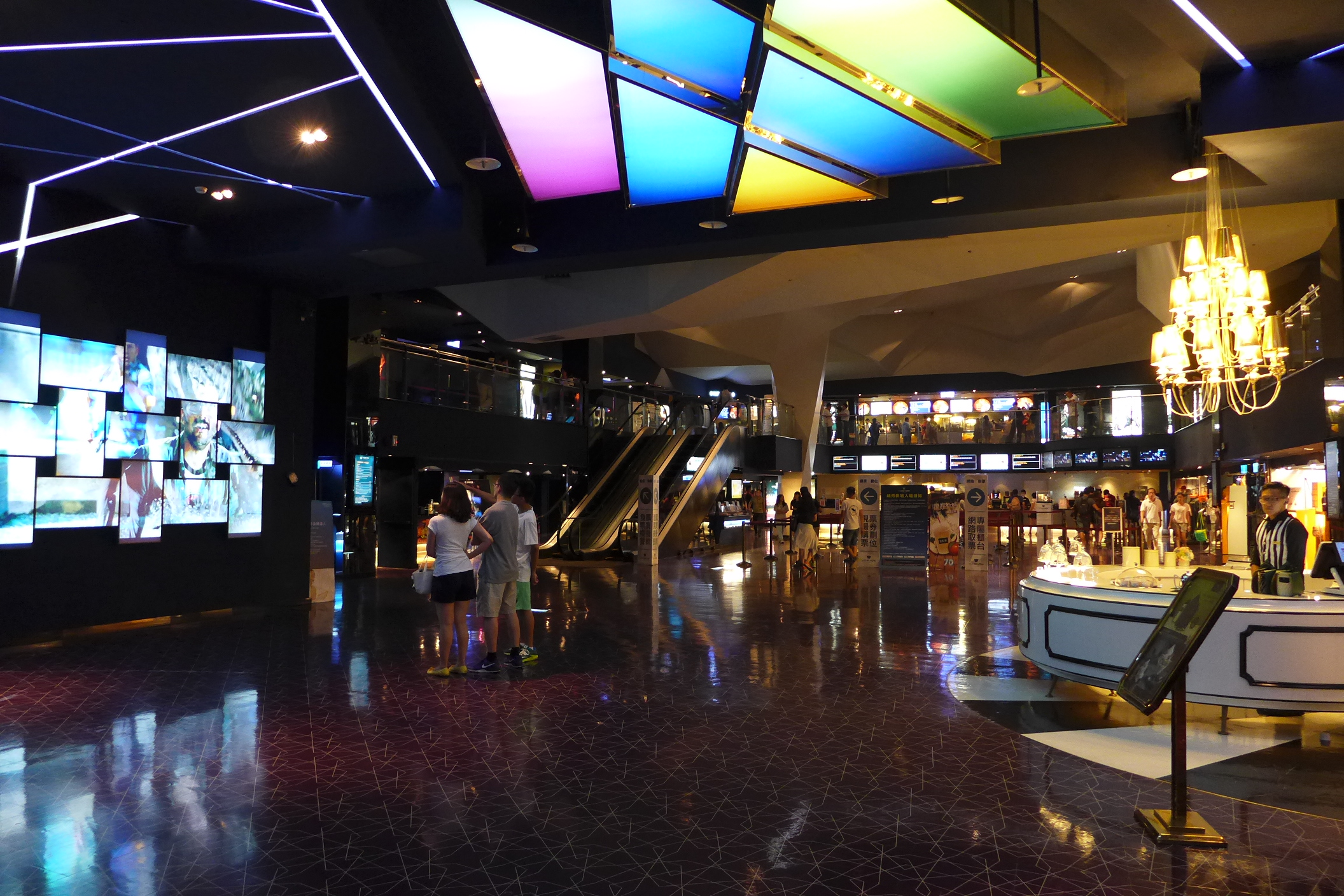
臺北京站威秀影城

### 威秀影城
※註：旗下全影廳皆略過「數字4」的影廳，第3廳以後為第5廳，其後影廳號碼依此類推、加一表示。

#### 臺北市
- 台北信義威秀影城
  - 位於台北市信義區松壽路20號。(信義計畫區A16/A17)
  - 具備15間影廳（原本17間），包含一間4DX動感影廳（2廳）、兩間THX影廳（10、11廳）；提供口述影像（AD）服務。
  - 為威秀影城首個據點，也是唯一為獨立建築的據點。由兩棟建築物構成，主建築一樓皆設有商場，二樓設有餐廳、遊樂場；而另一建築則於一樓設有商場、餐廳。
  - 由於許多影迷跟本土及國際巨星、影星聚集在此，因此被戲稱為「影迷天堂」。
  - 常為台北電影節、金馬國際影展等影展舉辦場地。
  - 亦為威秀獨家授權直播品牌「Live House零秒差直播」跨國/現場直播必映的據點。
  - 原定2019年12月結束營業，後與地主宏泰集團達成共識續租10年租約，預計進行大改造，將以「年輕風格」以及「家庭元素」作為主軸。
  - 2024年與金馬影展合作推出，改造原台北信義威秀14至18廳，同時改編號為第12~16廳，並以「電影的魔幻時刻」為設計概念，改造大廳廊道、影廳內裝。
- MUVIE CINEMAS台北松仁威秀影城
  - 位於台北市信義區松仁路58號10~12樓（遠百信義A13）。
  - 於遠百信義A13設有僅停靠1樓、4樓、7樓、10樓之直達手扶梯，以利觀眾直達松仁MUVIE CINEMAS。
  - 具備8間影廳；設有全台首座「TITAN SCREEN」巨幕廳、比「GOLD CLASS」更上一層樓的「MUCROWN」頂級影廳。
  - 「TITAN SCREEN」巨幕廳於特殊時段為台北電影節、金馬國際影展等影展舉辦場地。
  - 全台首間全影廳通過盧卡斯影業制定的THX認證的電影院。
  - 由於客群區分，信義威秀放映為大部分或所有檔期之電影（包含獨家授權直播品牌「Live House零秒差直播」LIVE片單），松仁MUVIE CINEMAS則僅放映票房冠軍/前五、全版本、重點片單之主要電影。
- 台北京站威秀影城
  - 位於台北市大同區市民大道一段209號（台北京站大樓5樓，與京站時尚廣場台北店共構）。
  - 具備9間標準影廳。
  - 亦為威秀獨家授權直播品牌「Live House零秒差直播」主要放映據點之一。
- 台北西門威秀影城
  - 位於台北市萬華區漢中街52號8-11樓。
  - 具備9間標準影廳
  - 原喜滿客影城絕色店，該據點售予網銀國際後由威秀接手經營。
- 南港LaLaport威秀影城
  - 位於台北市南港區經貿二路131號（LaLaport南港，5-6樓）。
  - 配有17間標準影廳。
  - 於2025年5月14日開幕[7]。

#### 新北市
- 板橋大遠百威秀影城
  - 位於新北市板橋區新站路28號（板橋大遠百10樓）。
  - 具備9間影廳，包含一間數位雷射IMAX影廳（獨立影廳）。
- 中和環球威秀影城
  - 位於新北市中和區中山路三段122號（環球新北中和4樓）。
  - 具備10間標準影廳。
  - 原本隸屬國賓影城，後於2021年5月14日由威秀接手經營。
- 林口MITSUI OUTLET PARK威秀影城
  - 位於新北市林口區文化三路一段356號（MITSUI OUTLET PARK 林口3樓）。
  - 具備9間影廳，包含4DX動感影廳、MAPPA典雅影廳各一。
  - 亦為威秀獨家授權直播品牌「Live House零秒差直播」主要放映據點之一。
- 新店裕隆城威秀影城[8]
  - 位於新北市新店區中興路三段128號（裕隆城7樓）。
  - 具備14間影廳，包含數位雷射IMAX影廳一間（352個座位）（獨立影廳）

#### 桃園市
- 桃園統領威秀影城
  - 位於桃園市桃園區中正路61號（統領廣場9樓）。
  - 具備20間標準影廳。
  - 亦為威秀獨家授權直播品牌「Live House零秒差直播」主要放映據點之一。
- 桃園桃知道威秀影城[9]
  - 位於桃園市桃園區南平路301號（桃知道 GELEVEN PLAZA 文創生活廣場4樓）。
  - 具備4間標準影廳。
  - 以知識電影方舟概念，讓桃園影迷多一處探索全球藝術文化的好去處。 除了世界各地影展的藝文電影，也將帶給觀眾時下最熱門的人氣作品，服務大桃園地區影迷。
  - 該影城有別於其他威秀影城，為受託經營模式，業主為威剛科技旗下富晟國際開發股份有限公司。
  - 依據桃園總圖館方需求，除商業院線片外，該影城需撥出一定時數播映藝文電影。

#### 新竹市
- 新竹大遠百威秀影城
  - 位於新竹市東區西大路323號（新竹大遠百8樓）。
  - 具備11間影廳，包含GOLD CLASS豪華座椅影廳兩間；原有4DX動感影廳一間，後於2025年3月31日撤除。
  - 前身為1908年設立的新竹市第一家電影院「新竹座」原址。
  - 亦為威秀獨家授權直播品牌「Live House零秒差直播」主要放映據點之一。
- 新竹巨城威秀影城
  - 位於新竹市東區民權路176號（Big City遠東巨城購物中心4樓）。
  - 具備8間影廳，包含一間數位IMAX影廳（標準廳改建）。

#### 苗栗縣
- 頭份尚順威秀影城
  - 位於苗栗縣頭份市中央路105號（尚順購物中心7樓）。
  - 具備8間標準影廳。

#### 臺中市
- 台中大遠百威秀影城
  - 位於台中市西屯區台灣大道三段251號（台中大遠百13樓）。
  - 具備7間影廳，包含一間數位IMAX影廳（獨立影廳）。
- MUVIE CINEMAS台中TIGER CITY威秀影城
  - 位於台中市西屯區河南路三段120-1號（老虎城購物中心4樓）。
  - 具備10間影廳，原包含數位IMAX影廳一間（標準廳改建）、GOLD CLASS豪華座椅影廳兩間。
  - 亦為威秀獨家授權直播品牌「Live House零秒差直播」主要放映據點之一。
  - 於2024年9月進行改裝，將成為威秀第二座MUVIE CINEMAS影城，撤除IMAX並改建為Titan巨幕廳，並於2025年1月22日改裝完成。
- 台中大魯閣新時代威秀影城[10]
  - 位於臺中市東區復興路四段186號（大魯閣新時代購物中心4樓）。
  - 包含9間影廳，其中一間為威秀影城首間設有ATMOS的影廳。
  - 提供口述影像（AD）服務。
  - 2002年成立，2016年12月31日因租約到期停業，由凱擘公司接手並更名為「凱擘影城」。
  - 2022年2月15日，凱擘影城因COVID-19疫情衝擊，不堪虧損、宣布停業；同年8月11日威秀影城宣布重返大魯閣新時代，恢復營運。

#### 臺南市
- 台南大遠百威秀影城
  - 位於台南市中西區公園路60號（大遠百台南公園店5~13樓）。
  - 具備9間影廳，包含一間4DX動感影廳。
  - 台南市最早的連鎖影城之一，亦為威秀獨家授權直播品牌「Live House零秒差直播」主要放映據點之一。
- 台南FOCUS威秀影城
  - 位於台南市中西區中山路166號（Focus時尚流行館11~13樓）。
  - 具備9間標準影廳。
- 台南南紡威秀影城
  - 位於台南市東區中華東路一段366號（南紡購物中心A1館5樓）及358號（南紡購物中心A2館B1）。
  - 具備15間影廳，包含數位IMAX影廳一間（獨立影廳）、GOLD CLASS豪華座椅影廳兩間。

#### 高雄市
- 高雄大遠百威秀影城
  - 2010年7月10日正式開幕
  - 位於高雄市苓雅區三多四路21號（高雄大遠百13樓）。
  - 具備16間影廳，包含4DX動感影廳一間、數位雷射IMAX影廳一間（標準廳改建）、GOLD CLASS豪華座椅影廳兩間；提供口述影像（AD）服務。
  - 亦為威秀獨家授權直播品牌「Live House零秒差直播」主要放映據點之一。

#### 花蓮縣
- 花蓮新天堂威秀影城
  - 位於花蓮縣吉安鄉南濱路一段503號（花蓮新天堂樂園3樓）。
  - 具備5間影廳，包含數位雷射IMAX影廳（獨立影廳）、A+豪華座椅影廳各一間。
  - 該影城有別於其他威秀影城，為受託經營模式（業主為台開公司）
  - 營運初期曾配置類似劇院舞台的S廳，現改做其他用途。
  - 營運初期，IMAX廳除播放商業片外，曾一度播放科教片；現今IMAX廳為全時段播放商業片。
  - 2022年3月1日隨商場一同暫停營業，後於2022年5月25日起恢復營業。

## 過往據點

### 臺北市
- 天母威秀影城
  - 位於台北市士林區忠誠路二段202號（新光三越天母店B館）4樓
  - 2004年4月30日成立
  - 2006年4月1日脫離威秀系統，投靠美麗華影城，更名為「美麗華天母影城」
  - 2013年5月結束合作關係更名為「華威天母影城」
  - 2021年10月轉手給「新光影城」
- 美麗華華納威秀影城
  - 位於台北市中山區敬業三路22號（美麗華百樂園）6至9樓
  - 2004年11月19日成立
  - 具有台灣最大IMAX影廳（獨立影廳）。銀幕寬度為28.4公尺，高為21.2公尺。
  - 2D時座席數為404席，3D時則為362席。為全台第一座以及全台最大商業IMAX巨型銀幕影廳。
  - 2006年3月1日脫離威秀系統，獨立更名為「美麗華大直影城」

## 未來規劃

### 臺北市
- 日新威秀影城
  - 位於台北市萬華區武昌街二段87號
  - 原有數位IMAX影廳一間（標準廳改建）
  - 2007年8月3日成立，接手原秀泰影城承租之「日新旗艦店」。
  - 2020年9月8日因租約到期結束營運，因原建物老舊，地主松陽建設申請危老改建，決議將日新威秀拆除，原址擬改建為複合式商場。
  - 2024年12月18日，公平會宣布網銀、威秀、松陽建設三方在日新威秀原址重建之事業結合許可，影城將繼續由威秀經營[11]。

### 高雄市
- MUVIE CINEMAS 高雄義享威秀影城
  - 位於高雄市鼓山區大順一路115號（義享天地B館11～14樓）。
  - 預計配有14間影廳[12]，包括一座Titan巨幕廳。

## 演唱會直播紀錄
- 彩虹樂團：20周年演唱會（2011年5月28日-29日，信義威秀限定）、20周年世界巡迴演唱會大阪場（2011年12月4日）[13]（信義威秀限定）
- AKB48：22 nd單曲選拔總選舉（2011年6月9日）、猜拳會（2011年9月23日）、紅白大對抗（2011年12月20日）[14]、百大金曲倒數LIVE實況轉播（2012年1月19-22日）
- A-nation：a-nation stadium fes. LIVE Charge Go! Weider in Jelly（2012年8月26日）信義威秀、台中老虎城威秀、高雄大遠百威秀限定
- BEAST：首爾演唱會（2011年12月24日）[15]信義威秀限定
- 生物股長：橫濱演唱會（2011年7月24日，信義威秀限定）
- 初音未來：日本札幌演唱會（2011年8月17日）[16]、日本東京巨蛋「未来之日大感謝祭」演唱會（2012年3月8-9日）未來演唱會趴（2012年3月8日）、最後的未來之日感謝祭（2012年3月9日）信義威秀、京站威秀、板橋大遠百威秀、新竹大遠百威秀、台中新時代威秀、台南大遠百威秀、高雄大遠百威秀、MAGICAL MIRAI 2013年轉播（2013年8月31日）
- 色情塗鴉：靜岡演唱會威秀影城（2011年9月11日）信義威秀限定
- UVERworld：聖誕節演唱會（2011年12月25日）京站威秀限定
- 放浪兄弟：札幌演唱會（2011年12月25日）信義威秀限定、札幌演唱會（2012年7月1日）台北信義威秀、台北京站威秀（加開場）、台中大遠百威秀、高雄大遠百威秀影城限定、2013 EXILE PRIDE直播（2013年9月29日）
- Super Handsome live：（2011年12月28日）信義威秀限定、（2012年12月28日）信義威秀限定、2013演唱會直播（2013年12月27日）信義威秀限定
- Supernova：超新星LIVE（2013年5月17日）
- SuG：SuG Onemanshow 2013“update ver.0”（2013年12月29日）
- 桑田佳佑：橫濱跨年演唱會（2011年12月31日）
- 福山雅治：跨年演唱會（2013年12月31日）
- ゴールデンボンバー（バンド）（Golden Bomber）：大阪演唱會（2012年1月21日）京站威秀限定
- 東京事變：《Live Tour 2012 Domestique Bon Voyage》東京武道館演唱會（2012年2月29日）信義威秀、京站威秀、板橋大遠百威秀限定
- 聖闘士星矢：聖闘士星矢Ω世界首映活動LIVE直播新宿電影院wald9（2012年3月31日）信義威秀限定
- 吉本興業：100周年紀念表演LIVENamba Grand Kagetsu（2012年4月8日）信義威秀限定
- 女神異聞錄：東京國際會議中心Live演唱會（2012年4月8日）京站威秀限定
- 迷糊餐廳：Event WAGNARIA～Spring大大大感謝祭～（2012年4月15日）信義威秀限定
- TM NETWORK：日本武道館演唱會LIVE～（2012年4月25日）信義威秀限定
- 中川翔子：10元突破！SHOKO NAKAGAWA LV UP LIVE超☆野音祭日比谷野外大音楽堂～（2012年5月5日）信義威秀限定
- GLAY：GLAY STADIUM LIVE 2012 THESUITE ROOM大阪市長居體育場演唱會（2012年7月28日-29日）信義威秀、台中老虎城威秀、高雄大遠百威秀限定
- 桃色幸運草Z：西武巨蛋演唱會（2012年8月5日）信義威秀限定
- 長渕剛：仙台演唱會LIVE（2012年8月15日）信義威秀限定
- Hello! Project：Hello! Project15週年紀念演唱會LIVE Hello! Project（2012年8月19日）信義威秀限定、跨年演唱會Live（12月31日）2013冬季演唱會LIVE（2013年1月13日）
- VAMPS：2013東京演唱會（2013年7月6、7日）LIVE信義威秀限定
- TIGER & BUNNY：TIGER & BUNNY -The Beginning- WORLD PREMIERE（2012年9月22日）信義威秀限定
- 松本利夫：One Man Show（2012年10月28日）信義威秀限定
- Perfume：「WORLD TOUR 1st」新加坡站演唱會（2012年11月24日）信義威秀限定、Perfume WORLD TOUR 2nd英國演唱會轉播（2013年7月6日）
- infinite：東京演唱會（2012年11月22日）信義威秀（加開一廳）、台中Tiger City威秀、高雄大遠百威秀
- Luna Sea：仙台演唱會（2012年12月24日）信義威秀、台中新時代威秀、高雄大遠百威秀
- 張國榮：繼續寵愛．十年．音樂會LIVE（2013年3月30日）
- MBC：“Show!音楽中心”實況轉播（2013年5月4日、11日）
- girugamesh：ONEMAN LIVE「G#」東京演唱會直播（2013年10月14日）
- 水樹奈奈：水樹奈奈台灣公演「NANA MIZUKI LIVE CIRCUS 2013+ at TAIWAN」直播（2013年11月24日）
- 乃木坂46：音樂劇「美少女戰士」千秋樂 現場直播，team STAR（2018年9月29日），team MOON（2018年9月30日）信義威秀限定

## 軼事
- 由於創始店信義威秀在1998年成立時引起風潮，華納威秀的名稱深植人心，留在不少老影迷的記憶中，甚至並不知道現在的威秀已和華納沒有關係。